# Austrochorema patulum
Austrochorema patulum är en nattsländeart som beskrevs av Arturs Neboiss 1962. Austrochorema patulum ingår i släktet Austrochorema och familjen Hydrobiosidae. Inga underarter finns listade i Catalogue of Life.